# Gryźliny (powiat olsztyński)
Gryźliny (dawniej niem. Grieslienen) – wieś w Polsce położona w województwie warmińsko-mazurskim, w powiecie olsztyńskim, w gminie Stawiguda.
W latach 1954–1957 wieś należała i była siedzibą władz gromady Gryźliny, po jej zniesieniu w gromadzie Stawiguda. W latach 1975–1998 miejscowość należała administracyjnie do województwa olsztyńskiego. Wieś znajduje się w historycznym regionie Warmia.
W Gryźlinach znajduje się kościół rzymskokatolicki pod wezwaniem św. Wawrzyńca. We wsi znajduje się lądowisko (dawne lotnisko wojskowe), z którego startowały samoloty, uczestniczące w nalotach na Polskę (1939). Po II wojnie światowej nieużytkowane. Obecnie reaktywowane i od 14 czerwca 2007 roku wpisane do Rejestru Lotnisk i Lądowisk ULC pod numerem 36. Jest tu także przystanek kolejowy na trasie Olsztyn – Olsztynek.

## Historia
Najpierw, około 1356 r., powstał młyn (osada młyńska). Wieś, pod pierwotną nazwą Wisenthal, założona była w 1358 r. przez kapitułę warmińską, lokowana na prawie chełmińskim. Zasadźcą wsi na 60 włókach ziemi uprawnej (w tym 5 włók na uposażenie kościoła) i 40 włók lasu, był Jan Kogeler (lub Johannes Rogeler. W 1517 r. wieś zapisano pod nazwą Greseling, a w 1576 – Krissling. W 1755 r. pojawiła się nazwa Griesslinen. W 1879 roku pojawiła się współczesna nazwa Gryźliny. 
Gryźliny były wielokrotnie niszczone podczas wojen polsko-krzyżackich w XV i XVI wieku. Kościół w Gryźlinach wybudowano w XV w. a pierwszym proboszczem był Adam, syn Jana, pochodzącego z Mazowsza. Po zniszczeniach wojennych kościół odbudowano w 1573 r. Nowy kościół był konsekrowany w 1580 r. przez biskupa Marcina Kromera. W 1708 r. we wsi pojawiła się epidemia dżumy.
W 1783 r. we wsi było 39 domów. W 1818 r. mieszkało tu 215 osób. W spisie z 1861 r. odnotowano 457 katolików i dwóch ewangelików, wszyscy mówili po polsku. W Gryźlinach w 1881 roku powstała biblioteczka Towarzystwa Czytelni Ludowych. W 1891 powstało we wsi polskie kółko rolnicze. W latach międzywojennych działały we wsi liczne organizacje polskie. W 1919 r. założono w Gryźlinach kasę pożyczkowo-oszczędnosciową. W czasie plebiscytu w 1920 r. za Polską oddano 176 głosów. W 1939 r. we wsi było 939 mieszkańców.
Po 1945 r. Gryźliny były wsią sołecką ze szkołą, biblioteką, kościołem i kilkoma sklepami. W 1998 r. we wsi mieszkały 582 osoby.

## Zabytki
Kościół gotycki zbudowano w 1573, konsekrowany przez bpa Marcina Kromera 17 września 1580. Prezbiterium i zakrystia dobudowane zostały w 1933 r. Wieża z XVIII w., drewniana, dwukondygnacyjna, kryta gontem. Barokowy wystrój wnętrza, ołtarz główny z ok. 1700 r., w balustradzie chóru malowane płyciny z figurami świętych, z XVII w. Jest to budowla orientowana (względem stron świata), salowa na rzucie prostokąta, murowana z kamieni polnych z ceglanymi narożnikami. Do nawy, od strony południowej, przylega murowana i otynkowana kaplica chrzcielna. Nawa przykryta jest pozornym sklepieniem kolebkowym.

## Ludzie związani z miejscowością
- W Gryźlinach w 1890 r. urodził się Jan Baczewski (1890–1958), zasłużony działacz polski w Niemczech, kierownik i współzałożyciel wielu polskich organizacji i stowarzyszeń, w 1921 r. sekretarz generalny Związku Polaków w Prusach Wschodnich. Wywalczył tzw. ordynację szkolną, zezwalającą na zakładanie polskich szkół prywatnych w Niemczech.
- ks. dr Robert Bilitewski (1859–1935), tutejszy proboszcz, który starał się o zachowanie języka polskiego w szkole oraz w czasie mszy w kościele. Za te poczynania został przeniesiony przez bp. Andrzeja Thiela w 1903 r. w inne rejony Warmii (Wilczkowo).
- W Gryźlinach urodził się ks. Franciszek Klimek (1884–1941), pedagog i działacz na rzecz polskości, zamordowany w obozie koncentracyjnym w Dachau w 1941 r.